# Marie de Lorraine
Pour les articles homonymes, voir Marie de Lorraine (homonymie).
Titre
Princesse consort de Monaco
1er janvier 1701 – 30 octobre 1724
Marie de Lorraine (Paris, 12 août 1674 – Monaco, 30 octobre 1724) est l’épouse du prince souverain Antoine Ier de Monaco (1661-1731).

## Biographie
Neuvième d'une famille de quatorze enfants, Marie de Lorraine est la fille de Louis Ier de Lorraine, comte d'Armagnac (grand écuyer de France, « Monsieur le Grand ») et de Catherine de Neufville, elle-même fille de Nicolas de Neufville (duc de Villeroy, pair de France, gouverneur du roi Louis XIV et maréchal de France).
« Galante, sans esprit ni conduite » mais ravissante, Marie de Lorraine est issue de la maison de Lorraine, une famille souveraine étrangère et reçoit à la cour de France les égards dus à son rang.
Louis XIV de France arrange le mariage de Marie[réf. nécessaire] avec le prince Antoine Ier Grimaldi, duc de Valentinois, prince de Monaco en 1701; ils se marient à Versailles le 13 juin 1688. Dans sa retraite de Monaco, la princesse se consacre, en particulier, à des divertissements musicaux en famille, à partir de la musique des ballets de cour de Versaillais, des opéras parisiens et de la musique vocale italienne nouvellement à la mode en France.

## Descendance
1. Antonetta Grimaldi (1690-1696)
2. Caterina Carlotta Grimaldi
3. Elisabetta Carlotta Grimaldi (1691-1696)
4. Louise Hyppolyte Grimaldi (1697-1731)
5. Margherita Camilla Grimaldi (1700-1758) qui épouse Louis de Gand de Mérode de Montmorency, prince d'Isenghien, maréchal de France
6. Maria Paolina Grimaldi

Marie et son époux ne s'entendent guère. La princesse tient une place brillante à la cour de France et elle ne fait que de rares apparitions à Monaco. Au contraire, Antoine Ier ne quitte guère la principauté à cause de sa santé.
De cette union ne naît aucun enfant mâle et seules deux filles parviennent à l'âge adulte. L'aînée, la princesse Louise-Hippolyte de Monaco régnera sur Monaco à la mort de son père en 1731 mais mourra prématurément à la fin de la même année. 
La princesse Marie s'éteint en 1724. Ses restes se trouvent dans la tombe princière commune du déambulatoire de la cathédrale Notre-Dame-Immaculée de Monaco.

## Titres
- 12 août 1674 – 13 juin 1688 : Mademoiselle d'Armagnac
- 13 juin 1688 – 1er janvier 1701 : Son Altesse Sérénissime Madame la duchesse de Valentinois
- 1er janvier 1701 – 30 octobre 1724 : Son Altesse Sérénissime Madame la princesse de Monaco